# (305181) Donelaitis
Pour les articles homonymes, voir Donelaitis.
(305181) Donelaitis est un astéroïde de la ceinture principale.

## Description
(305181) Donelaitis est un astéroïde de la ceinture principale. Il fut découvert le 5 novembre 2007 à Moletai par Kazimieras Černis. Il présente une orbite caractérisée par un demi-grand axe de 2,57 UA, une excentricité de 0,16 et une inclinaison de 8,8° par rapport à l'écliptique.
Il est nommé d'après Kristijonas Donelaitis (né le 1er janvier 1714 et mort le 18 février 1780), pasteur luthérien et poète originaire de Lituanie.

## Compléments